# Barygenys parvula
Barygenys parvula är en groddjursart som beskrevs av Richard G. Zweifel 1981. Barygenys parvula ingår i släktet Barygenys och familjen Microhylidae. IUCN kategoriserar arten globalt som otillräckligt studerad. Inga underarter finns listade.